# Northeast Power Coordinating Council

Carte des conseils de fiabilité et des interconnexions en Amérique du Nord. Le territoire couvert par le NPCC est illustré en bleu foncé.

Le Northeast Power Coordinating Council ou NPCC est un organisme sans but lucratif nord-américain formé en 1966 en réponse à la panne générale de courant qui a affecté la ville de New York le 9 novembre 1965. Son siège social est situé à New York.
Il regroupe les opérateurs des réseaux électriques des États du Connecticut, du Maine, du Massachusetts, du New Hampshire, de New York, du Rhode Island et du Vermont et des provinces de l'Île-du-Prince-Édouard, du Nouveau-Brunswick de la Nouvelle-Écosse, de l'Ontario et du Québec. La zone desservie par les membres du NPCC s'étend sur 3,1 millions de km2 et compte plus de 55 millions d'habitants
.
À titre de l'un des huit conseils régionaux de fiabilité en Amérique du Nord, le NPCC a le mandat de promouvoir la fiabilité des réseaux électriques de cette région de l'Amérique du Nord, d'établir des normes et critères régionaux. Le NPCC a aussi le mandat d'évaluer l'application des règles et critères nord-américains du North American Electric Reliability Corporation ainsi que les normes régionales sur le réseau de transport principal (bulk) des différents opérateurs actifs des secteurs de la production, du transport et de la distribution électrique.
L'adhésion au NPCC est volontaire et elle est ouverte à toute personne ou tout organisme intéressée à l'exploitation fiable du réseau de transport électrique dans le nord-est de l'Amérique du Nord. L'organisme regroupe une cinquantaine de membres responsables de l'exploitation, de la planification, de l'équilibrage et du contrôle des mouvements d'énergie dans le nord-est du continent.

## Sous-régions
La région sous l'autorité du NPCC est organisée en cinq zones ou sous-régions, afin de reconnaître la diversité des réseaux de la Nouvelle-Angleterre, de l'état de New York, de l'Ontario, des provinces maritimes et du Québec. Compte tenu du fait que les trois premières zones connaissent leur demande de pointe en été, alors que les deux dernières l'enregistrent en hiver, la simple addition des pointes annuelles non-coïncidentes des zones ne reflète pas la situation de la région.